# Otatal, Tuxpan
Otatal är en ort i Mexiko.   Den ligger i kommunen Tuxpan och delstaten Veracruz, i den sydöstra delen av landet, 240 km nordost om huvudstaden Mexico City. Otatal ligger 56 meter över havet och antalet invånare är 195.
Terrängen runt Otatal är huvudsakligen platt, men åt nordväst är den kuperad. Runt Otatal är det ganska tätbefolkat, med 65 invånare per kvadratkilometer. Närmaste större samhälle är Tuxpan de Rodríguez Cano, 19,5 km öster om Otatal. Trakten runt Otatal består till största delen av jordbruksmark.